# Drepanocladus jamesii-macounii
Drepanocladus jamesii-macounii là một loài Rêu trong họ Amblystegiaceae. Loài này được (Kindb.) Grout mô tả khoa học đầu tiên năm 1909.